# Henryk Siemiradzki
Henryk Hektor Siemiradzki (n. 12/24 octombrie 1843, Novobielhorod⁠(d), Malorossia⁠(d), Imperiul Rus – d. 23 august 1902, Strzałków, Łódź Voivodeship⁠(d), Radomsko⁠(d), Warsaw Governorate-General⁠(d), Imperiul Rus) a fost un pictor polonez. A petrecut cea mai mare parte a vieții sale creative la Roma. Cel mai bine amintit pentru arta sa academică monumentală, el este cunoscut în special pentru reprezentările sale ale unor scene din lumea antică greco-romană și din Noul Testament, deținute de multe galerii naționale din Europa.
Multe picturi ale lui Siemiradzki descriu scene din antichitate, adesea scene pastorale luminate de soare sau compoziții care prezintă viețile primilor creștini. De asemenea, a pictat scene biblice și istorice, peisaje și portrete. Printre cele mai cunoscute lucrări ale sale se numără și cortinele monumentale realizate pentru Teatrul de Operă din Liov (Lwów) și pentru Teatrul Juliusz Słowacki din Cracovia.

## Viața timpurie și educație
Siemiradzki s-a născut ca fiul lui Hipolit Siemiradzki, un nobil polonez și ofițer al Armatei Imperiale Ruse (a fost numit general în 1871) și al Micialinei (născută Prószyńska) la Novo-Belgorod (acum Pecienihî, raionul Ciuhuiv, regiunea Harkov, Ucraina), lângă orașul Harkov, unde se afla regimentul tatălui său staționat. Familia sa a avut origini în zona orașului Radom și și-a derivat numele de la satul Siemiradz. Una dintre ramurile familiei s-a stabilit lângă Navahrudak (Nowogródek) la sfârșitul secolului al XVII-lea. Bunicul lui Henryk a ocupat postul de podkomorzy în powiatulNowogródek. Părinții lui au fost prieteni apropiați cu familia poetului Adam Mickiewicz. A studiat la gimnaziul din Harkov, unde a învățat pentru prima dată pictura la clasa profesorului local, Dmitri Bezperîi (în ucraineană Дмитрий Безперчий), un fost elev al lui Karl Briullov⁠(d) (în rusă Карл Брюллов). A studiat la școala de fizică-matematică a Universității din Harkov, mai ales interes științele naturii, dar a continuat și să picteze.

## Carieră artistică

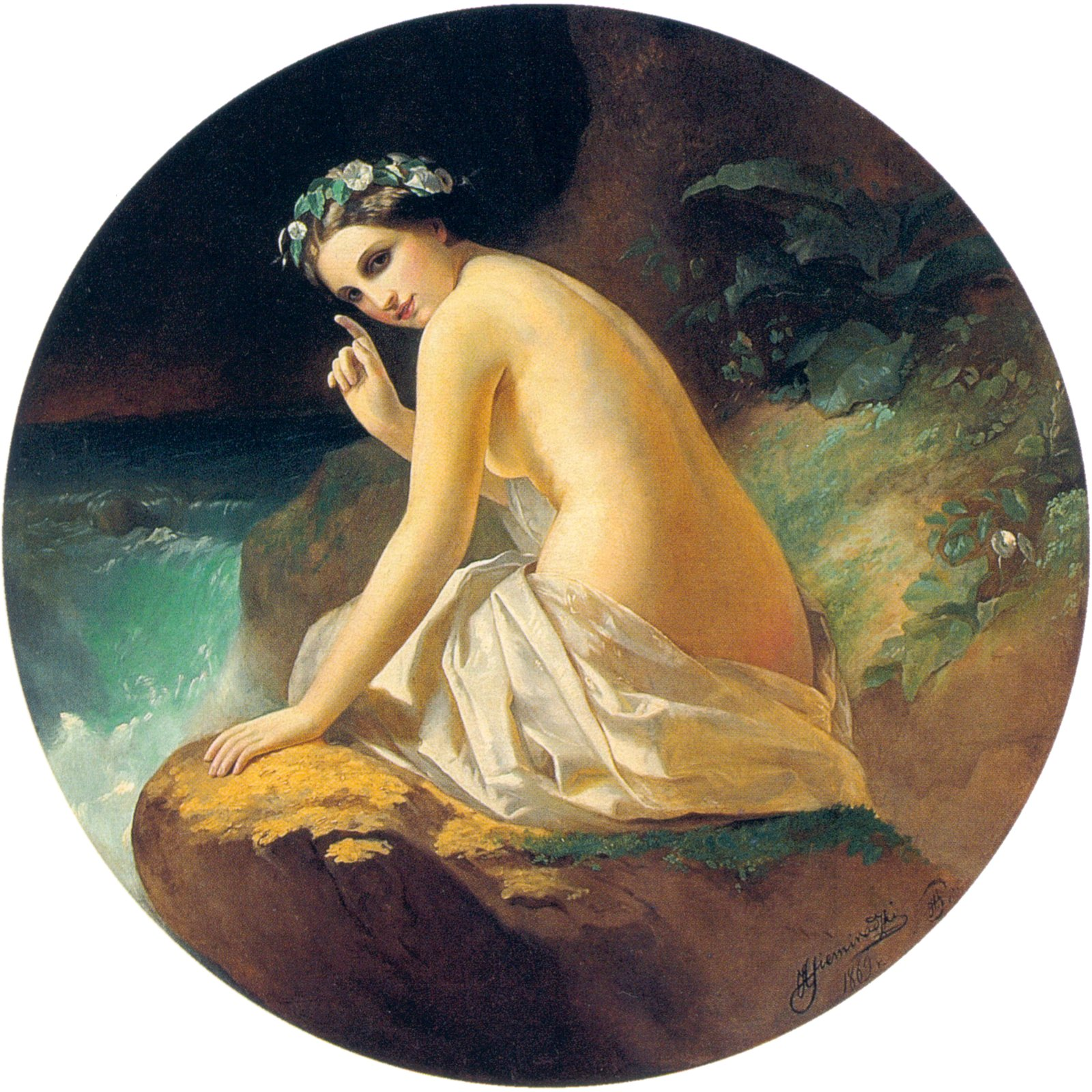
Nimfa, 1869 (Galeria de Artă din Liov)

După ce a absolvit universitatea cu o diplomă de Candidat în Științe, și-a abandonat cariera științifică și s-a mutat la Sankt Petersburg pentru a studia pictura la Academia Imperială de Arte din 1864 până în 1870. La absolvire, a primit o medalie de aur. Între 1870–1871 a studiat cu profesorul Karl von Piloty⁠(d) la München, cu o bursă de la Academie. În 1872 s-a mutat la Roma și mai târziu și-a construit un studio pe Via Gaeta, în timp ce verile și le-a petrecut la moșia sa din Strzałków⁠(d), lângă Częstochowa.
În 1873 a primit titlul de Academician al Academiei Imperiale de Arte pentru pictura sa Hristos și un păcătos, bazată pe poezia Păcătosul scrisă de Aleksei K. Tolstoi. În 1878 a primit Ordinul Național Francez al Legiunii de Onoare și o medalie de aur la Expoziția Mondială de la Paris⁠(d) pentru pictura sa Vas cu flori. În 1876–1879, Siemiradzki a lucrat la frescele Catedralei „Hristos Mântuitorul” din Moscova. În 1879, el a oferit una dintre cele mai cunoscute lucrări ale sale, enorma Pochodnie Nerona (Torțele lui Nero), pictată în jurul anului 1876, noului înființat Muzeu Național al Poloniei din Cracovia. Această operă de artă este expusă la Sala Siemiradzki a Muzeului Sukiennice din orașul vechi din Cracovia, cea mai populară ramură a muzeului. În jurul anului 1893, Siemiradzki a lucrat la două tablouri mari pentru Muzeul de Istorie de Stat (Moscova) și în 1894 a creat cortina monumentală a Teatrului Juliusz Słowacki din Cracovia. 
A decedat la Strzałków⁠(d) în 1902 și a fost îngropat inițial la Varșovia, dar ulterior rămășițele sale au fost mutate în Panteonul Național al bisericii Skałka⁠(d) din Cracovia.

## Comemorare
Galeria de artă modernă de la Universitatea Națională din Harkov, unde a studiat, poartă numele Siemiradzki. La 29 ianuarie 2025, cu ocazia împlinirii a 220 de ani ai acestei universități, la intrarea în galeria din Casa Cooperării⁠(uk)[traduceți] a fost dezvelit un monument al lui Henryk Siemiradsky. Monumentul a fost creat în 2021, dar instalarea și dezvelirea sa au fost amânate din cauza restricțiilor din timpul pandemiei de COVID-19 și a invaziei Rusiei în Ucraina.
În Liov, în 1910, o stradă care leagă străzile moderne Gipsova și Konovaleț a fost numită după Henryk Siemiradsky.

## Picturi monumentale
Pânzele la scară largă ale lui Siemiradzki, inclusiv pânza Dansul sabiei influențată de Académie des Beaux-Arts⁠(d) (Franța), sunt expuse în muzeele naționale din Polonia, Rusia și Ucraina; în special, la Muzeul Sukiennice, Muzeul Național din Poznań, Galeria Națională de Artă din Liov, Galeria Tretiakov și altele.

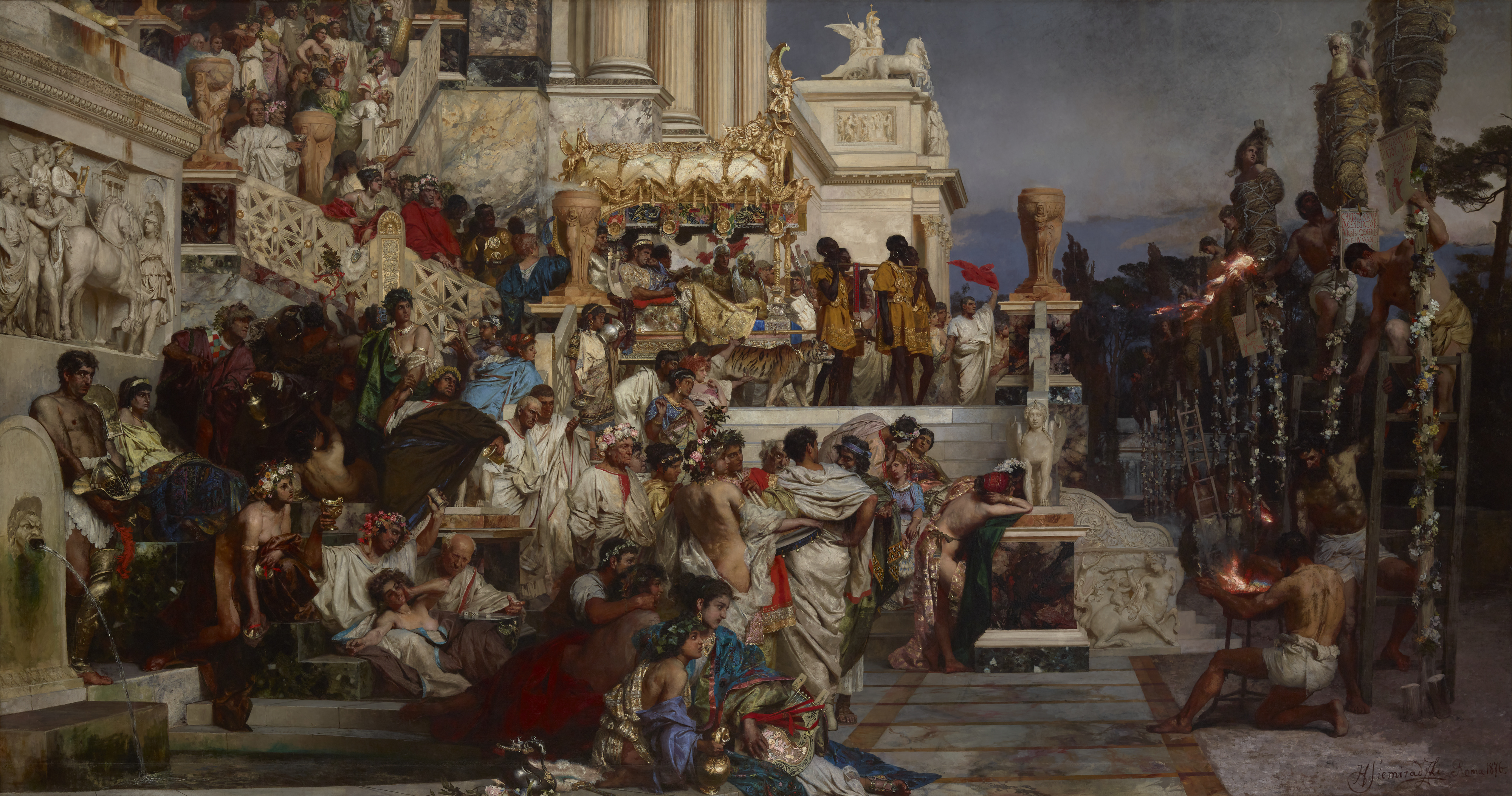
Torțele lui Nero, 1876, Muzeul Național din Cracovia
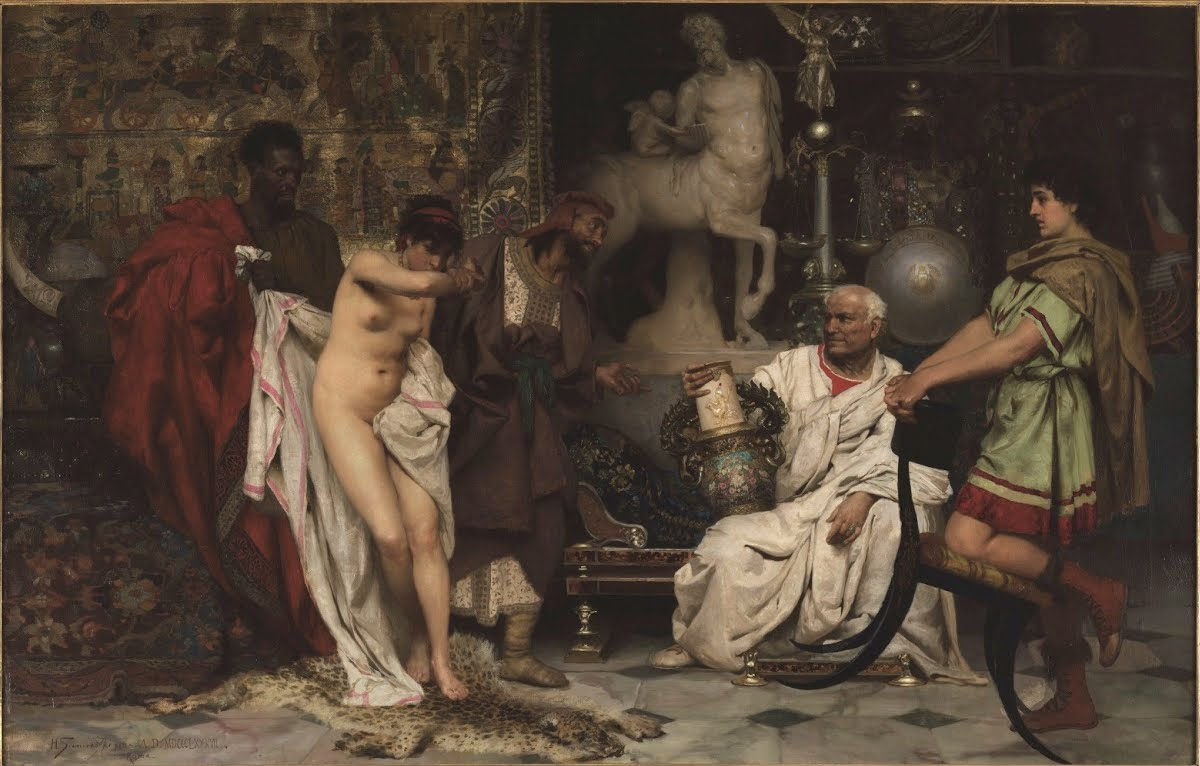
Fata sau vaza, 1878, colecție privată
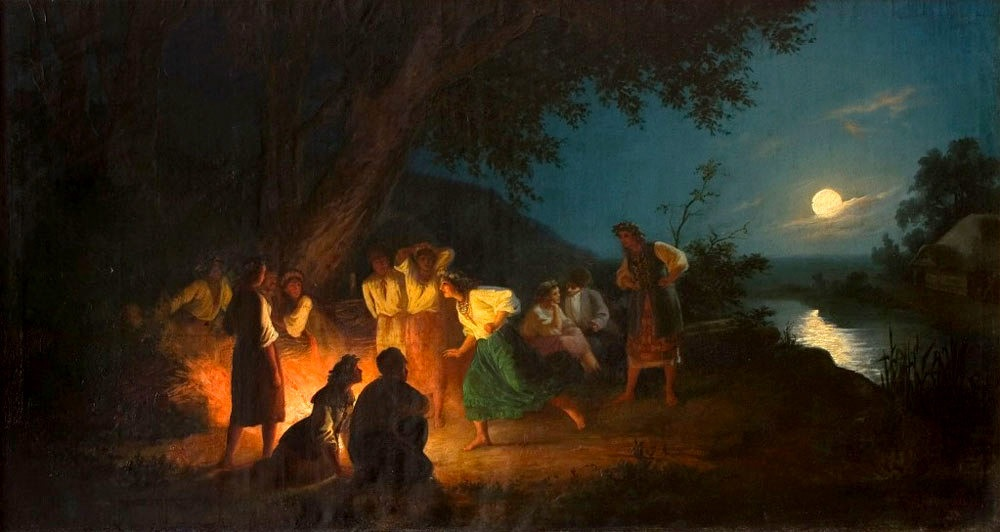
Noapte ajunului de Ivan Kupala, anii 1880, Galeria Națională de Artă din Liov
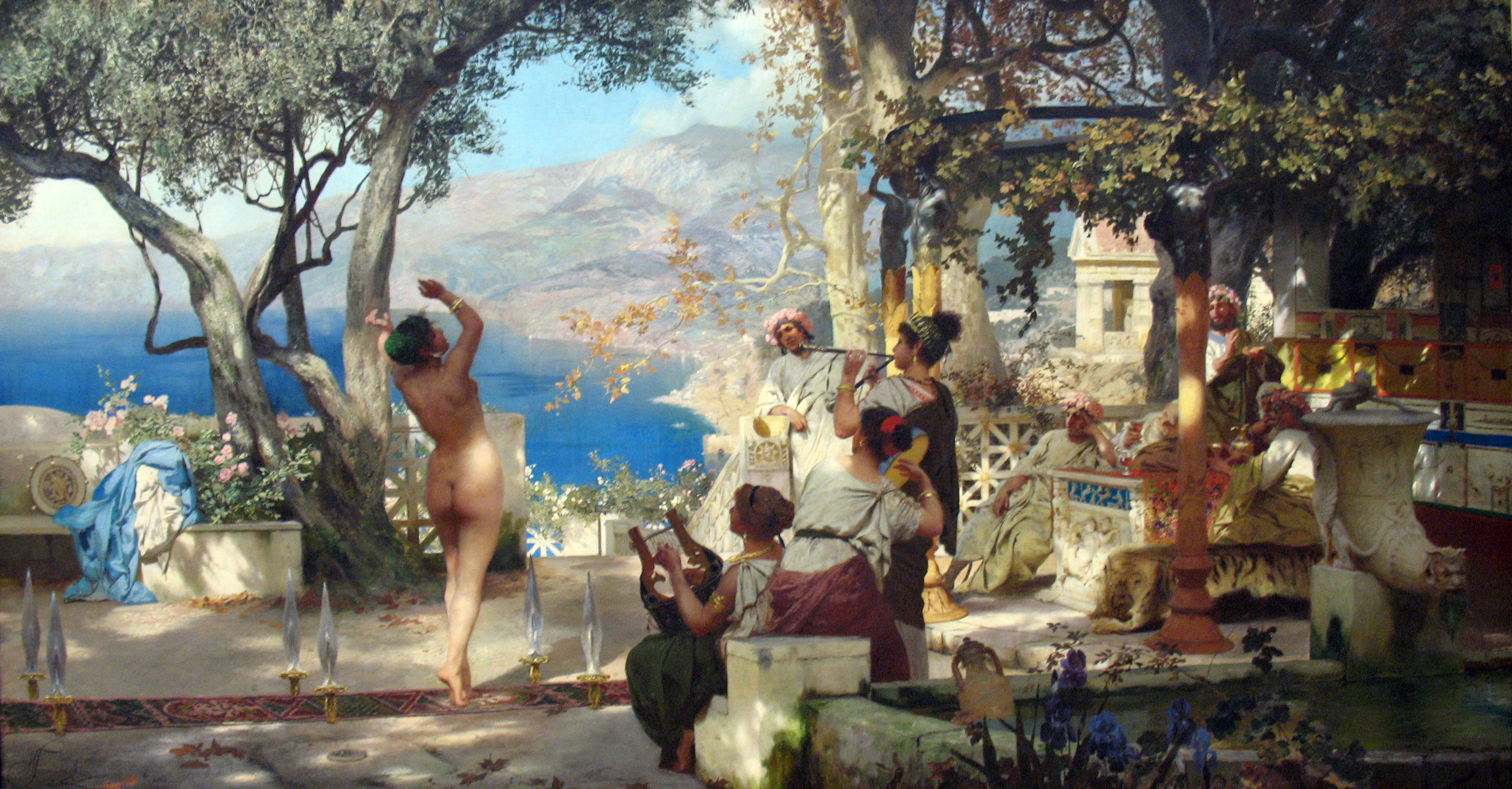
Dansul sabiei, 1881, Galeria Tretiakov
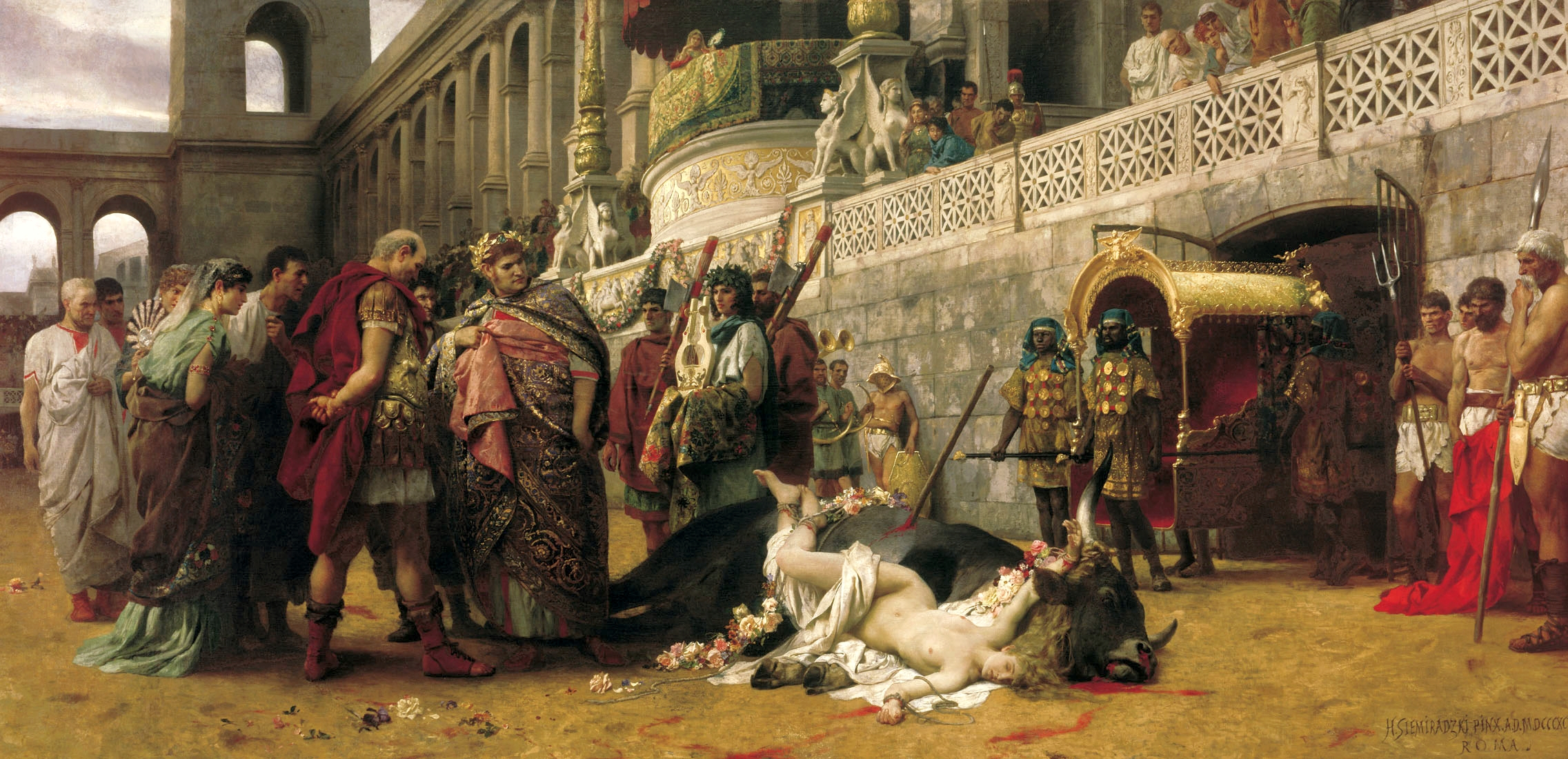
Dirce⁠(d) creștină, 1897, Muzeul Național, Varșovia
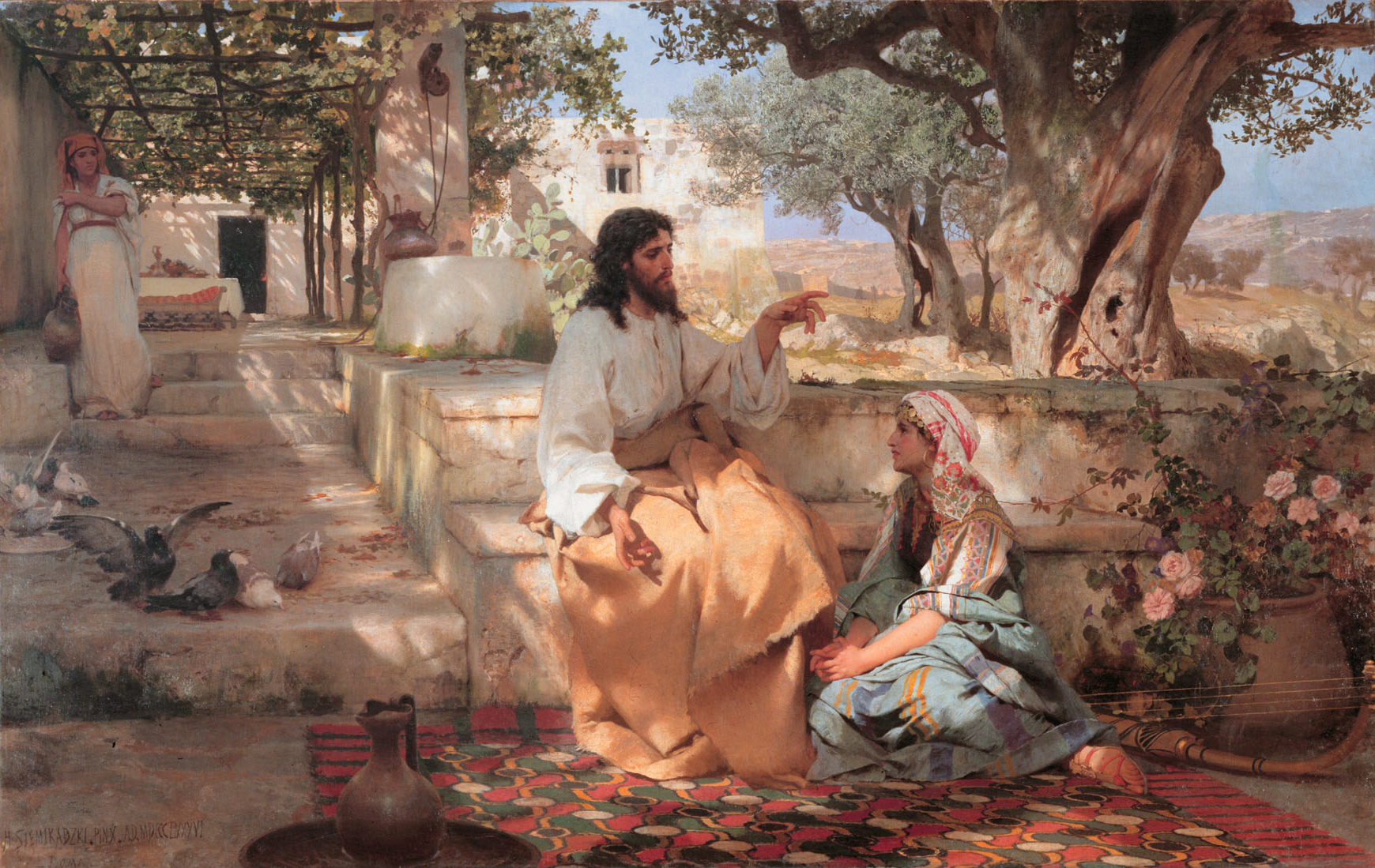
Hristos cu Marta și Maria, 1886, Muzeul Rus
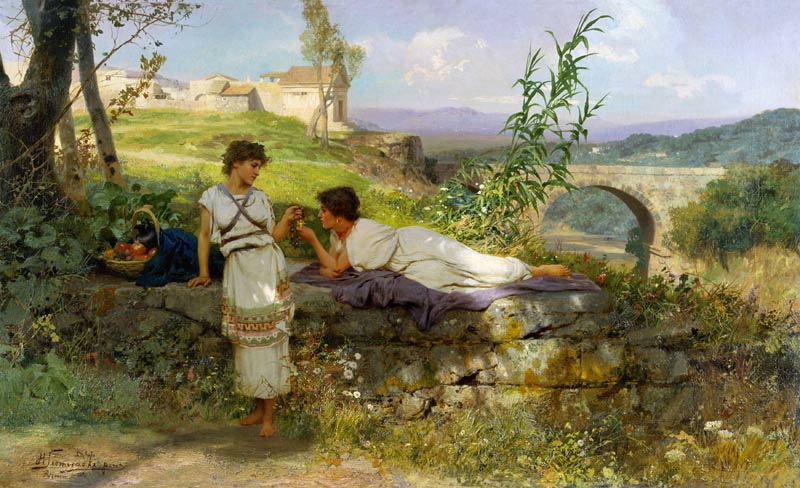
Talismanul, anii 1880, Muzeul de Artă din Nijni Novgorod
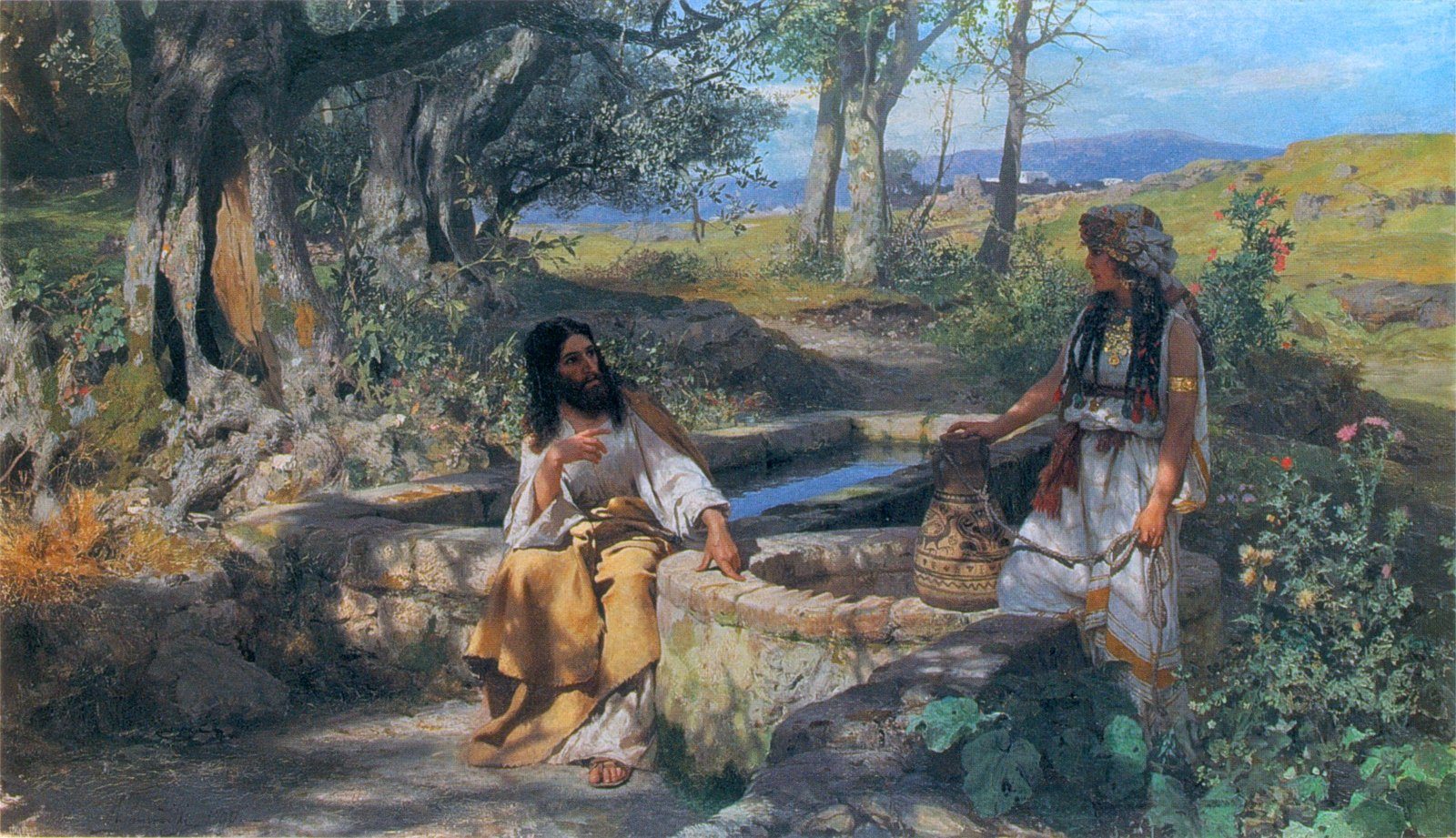
Hristos și Samariteanul, 1890, Galeria Națională de Artă din Liov
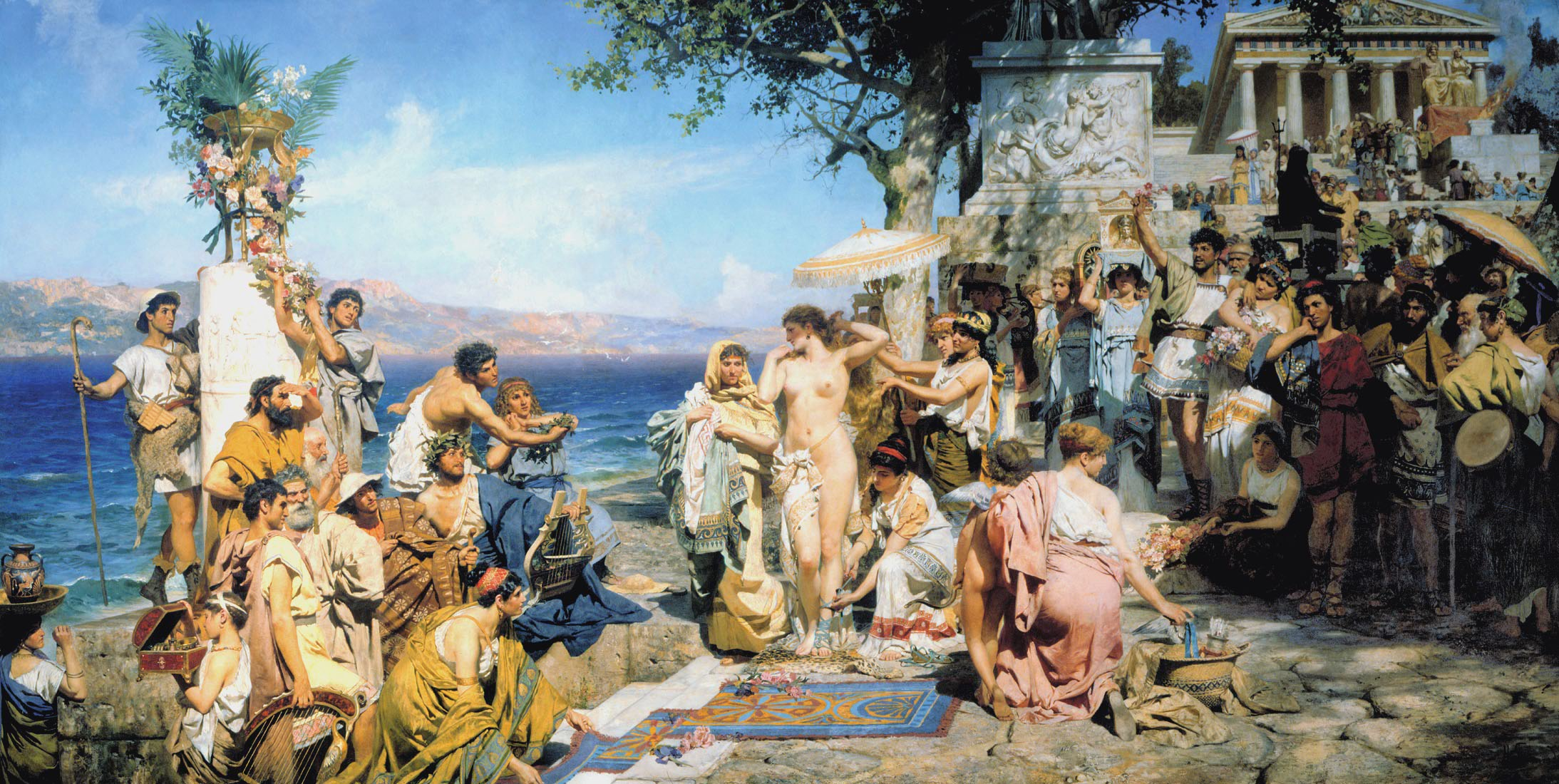
Phryne la (festivalul) Poseidonia din Eleusis, 1889, Muzeul Rus

teatrele naționale
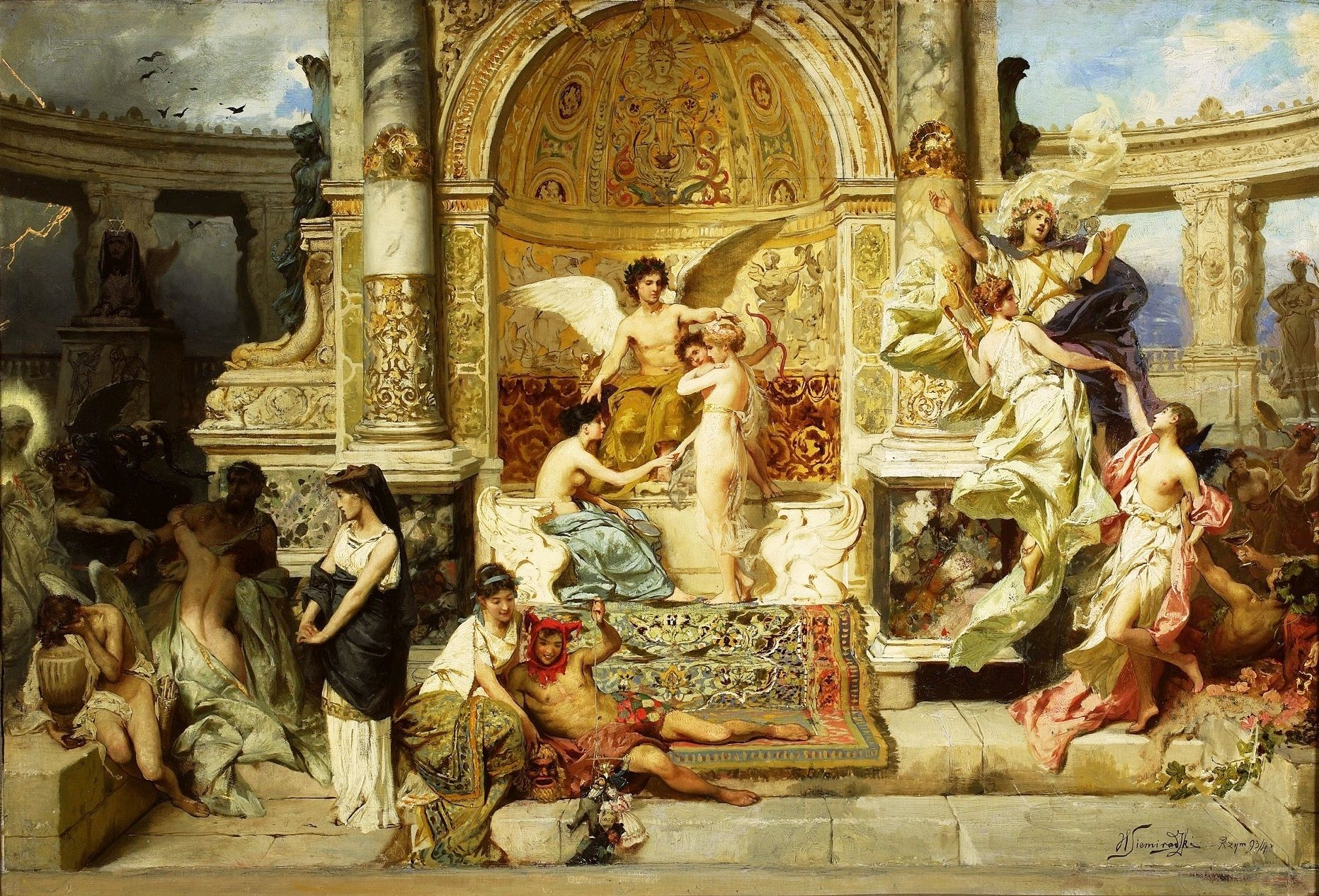
Cortina Teatrului Juliusz Słowacki din Cracovia
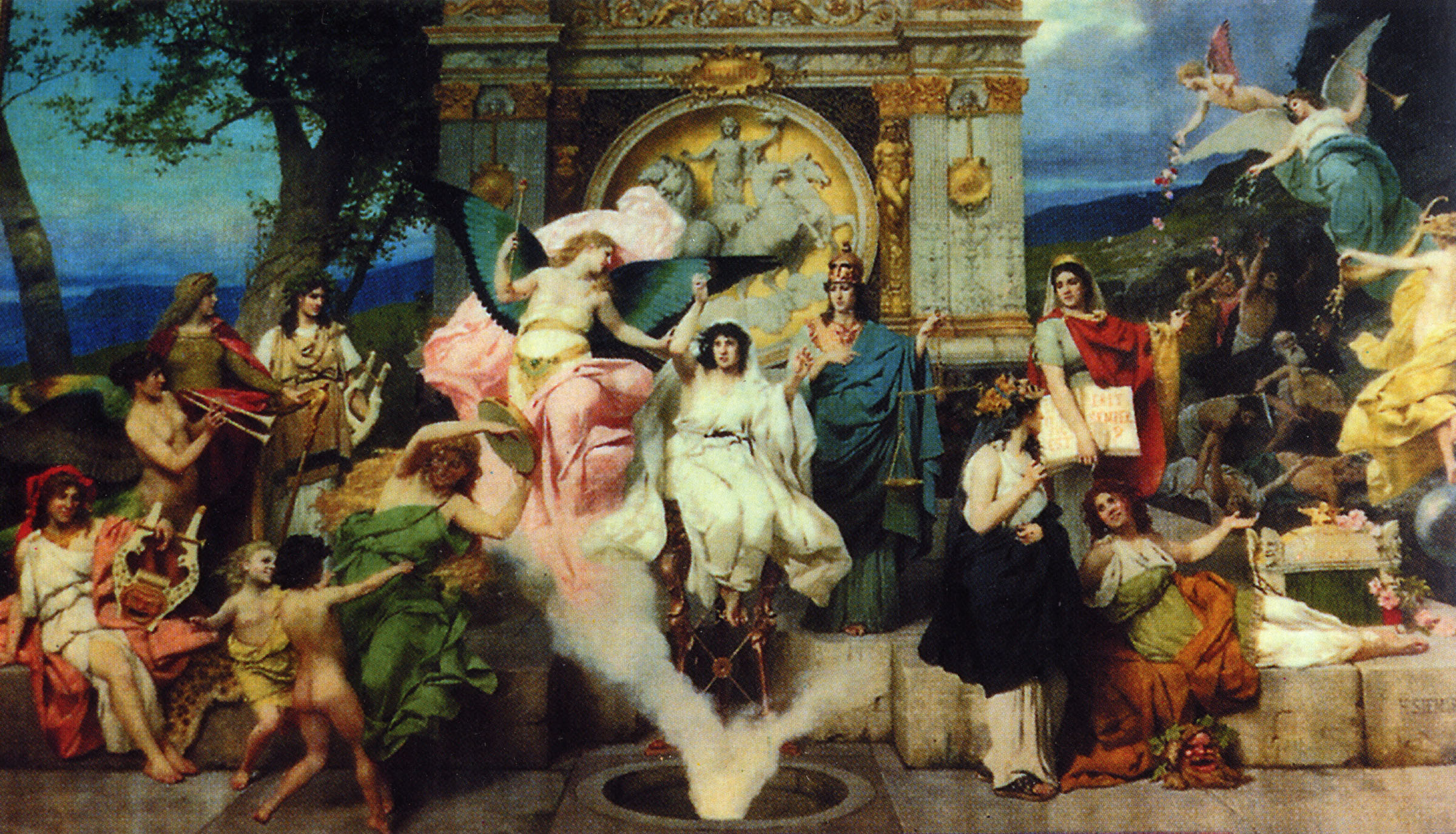
Cortina Teatrului de Operă și Balet din Liov

## Alte tablouri

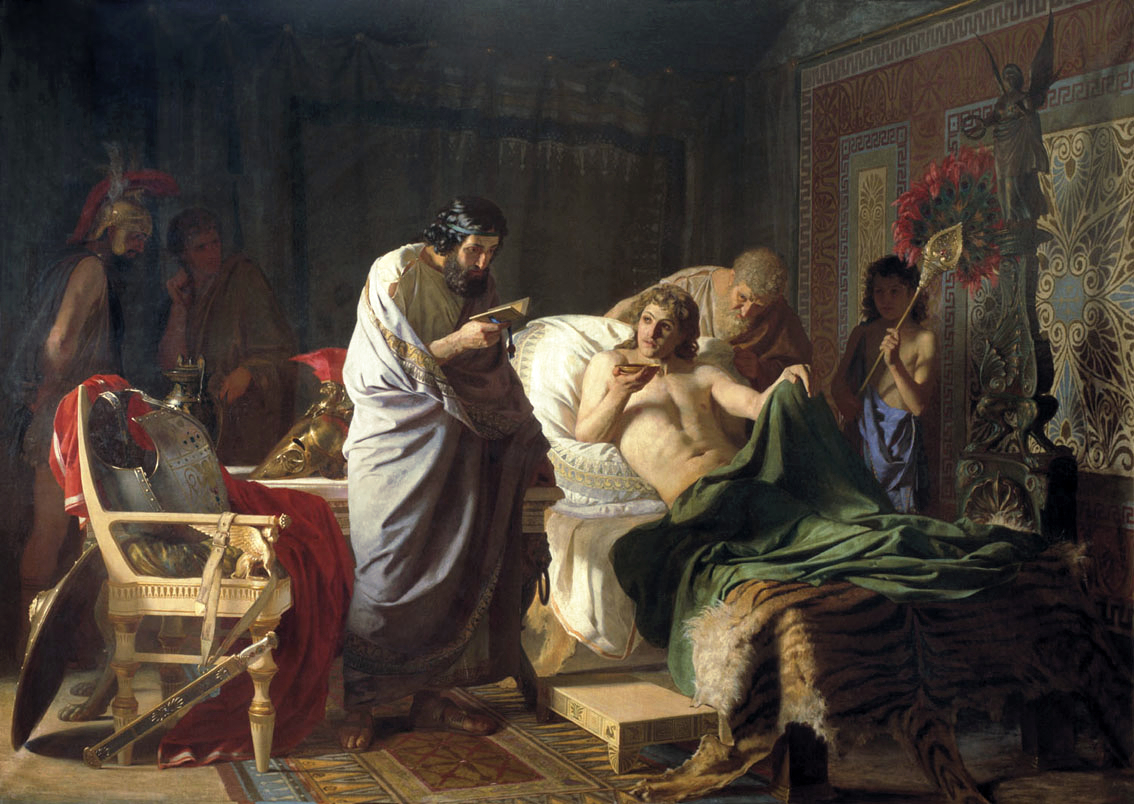
Încrederea lui Alexandru cel Mare în medicul Filip, 1870
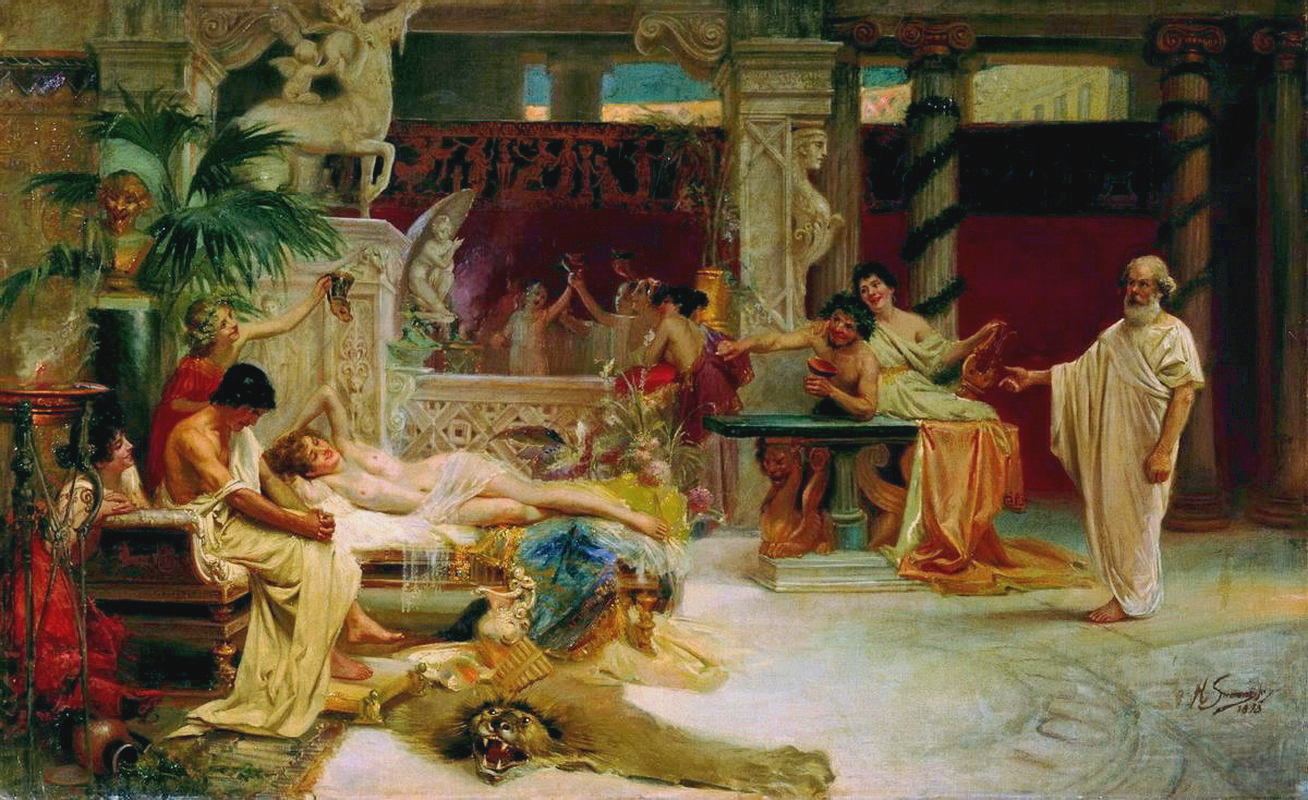
Socrate își găsește studentul Alcibiade la Heterai⁠(d), 1873
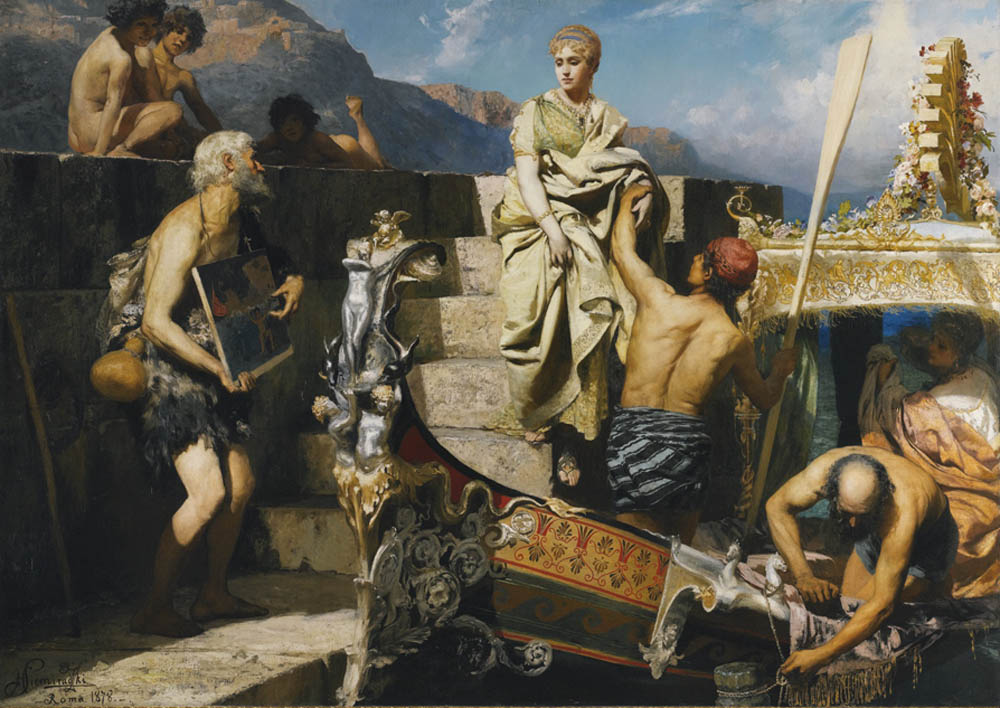
Cerșetor naufragiat, 1878
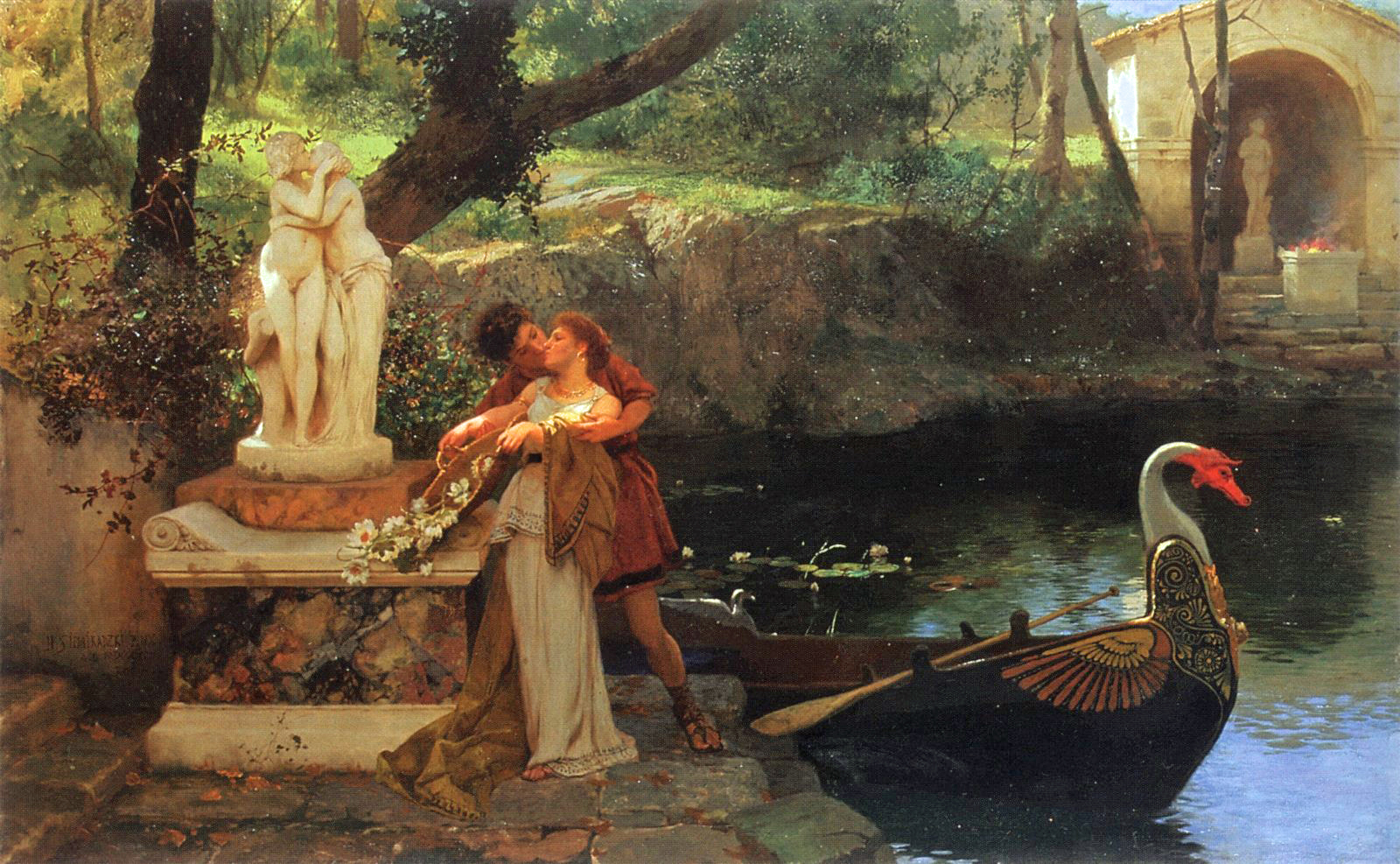
În urma zeilor, 1899
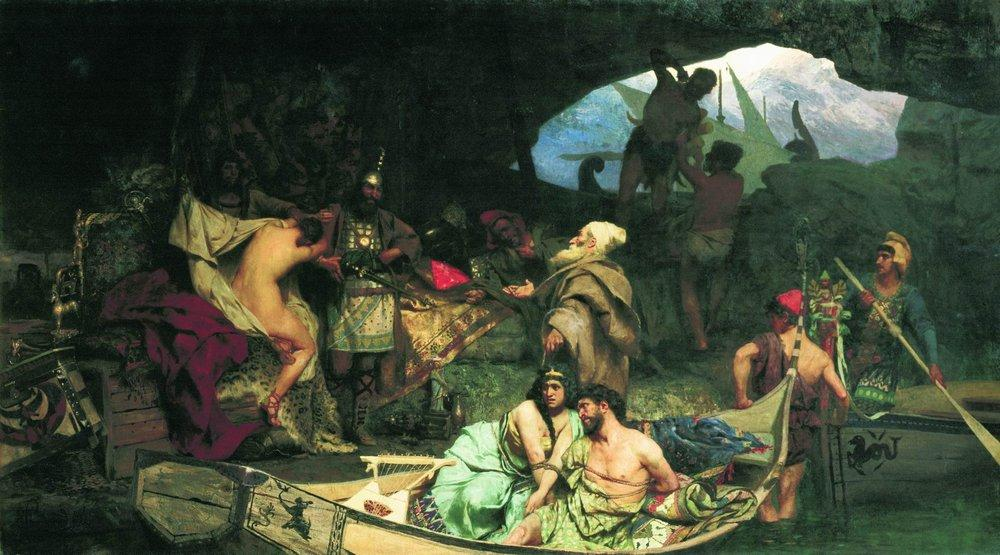
Corsari, 1880
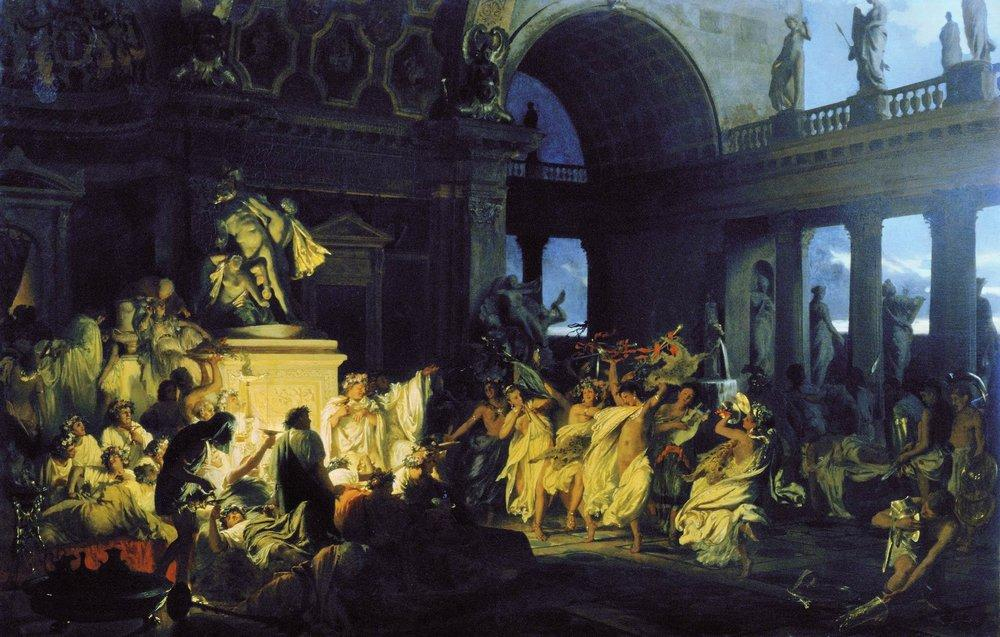
Orgie romană pe vremea lui Cezar, 1872
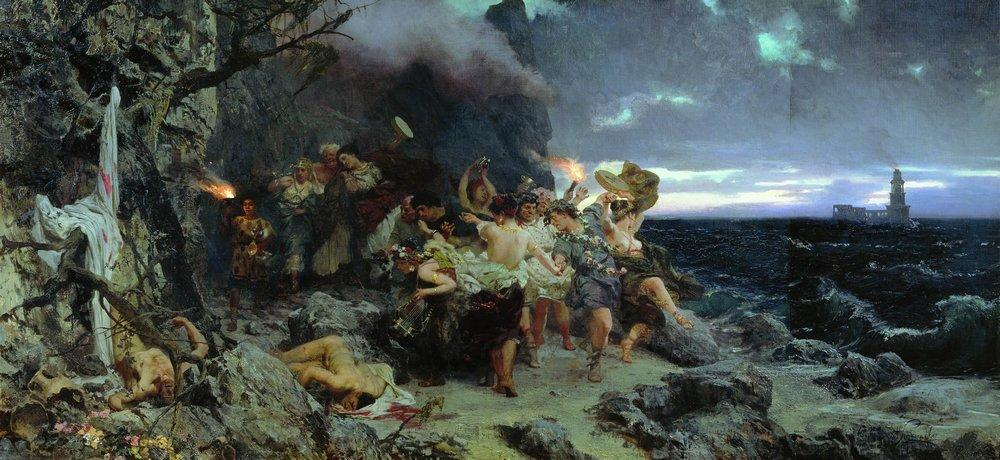
Orgie romană pe vremea lui Tiberiu, 1881
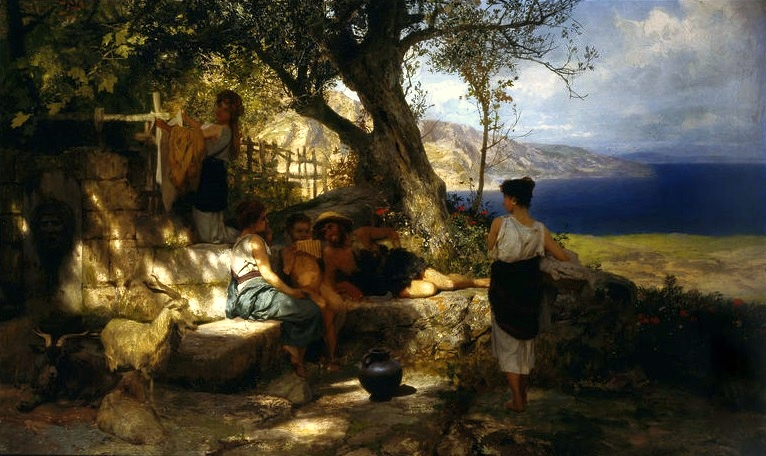
Companie veselă de primăvară, 1885
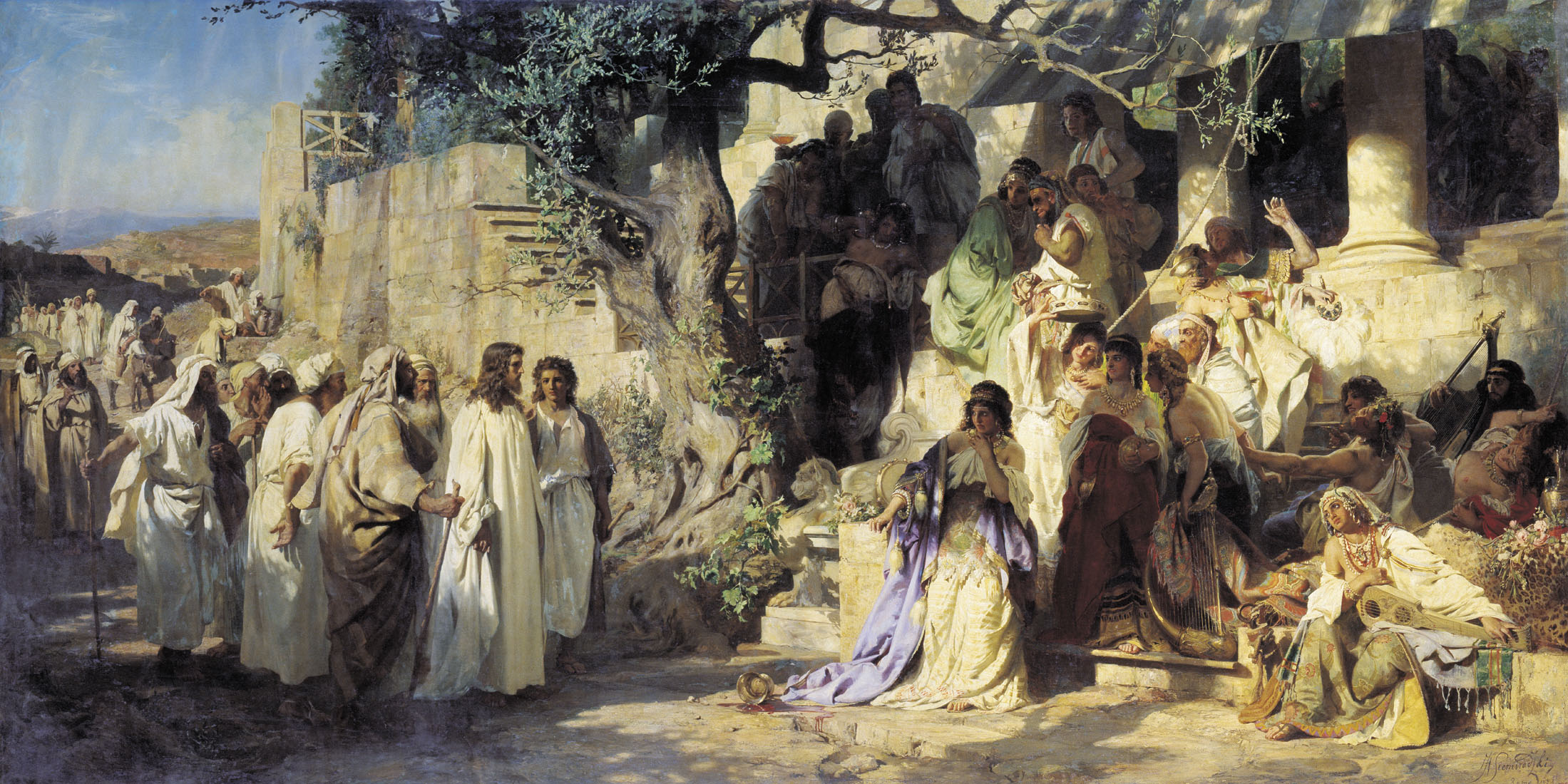
Hristos și păcătosul, 1873
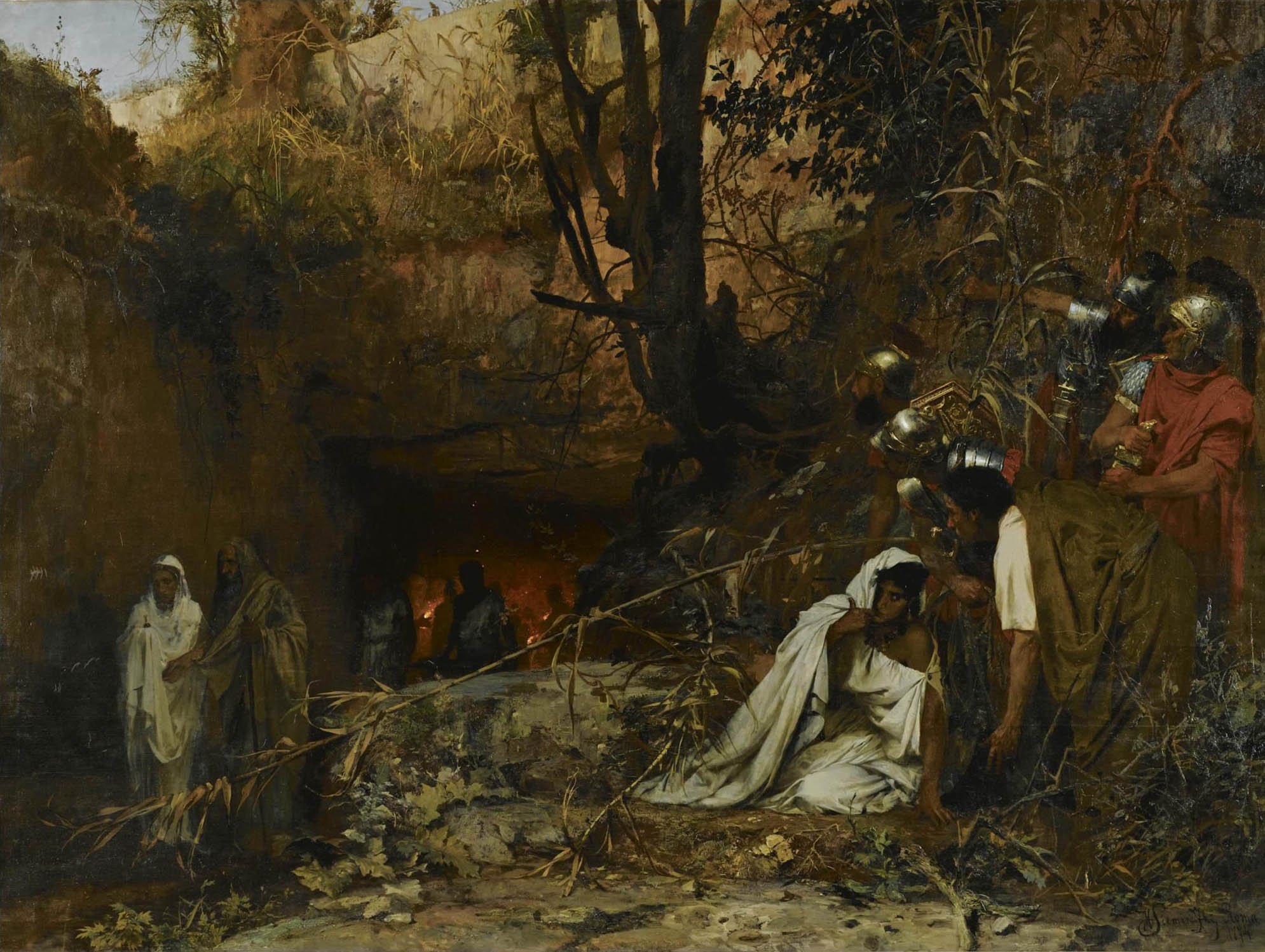
Persecutorii creștinilor la intrarea în catacombe, 1874